# 国立図書館

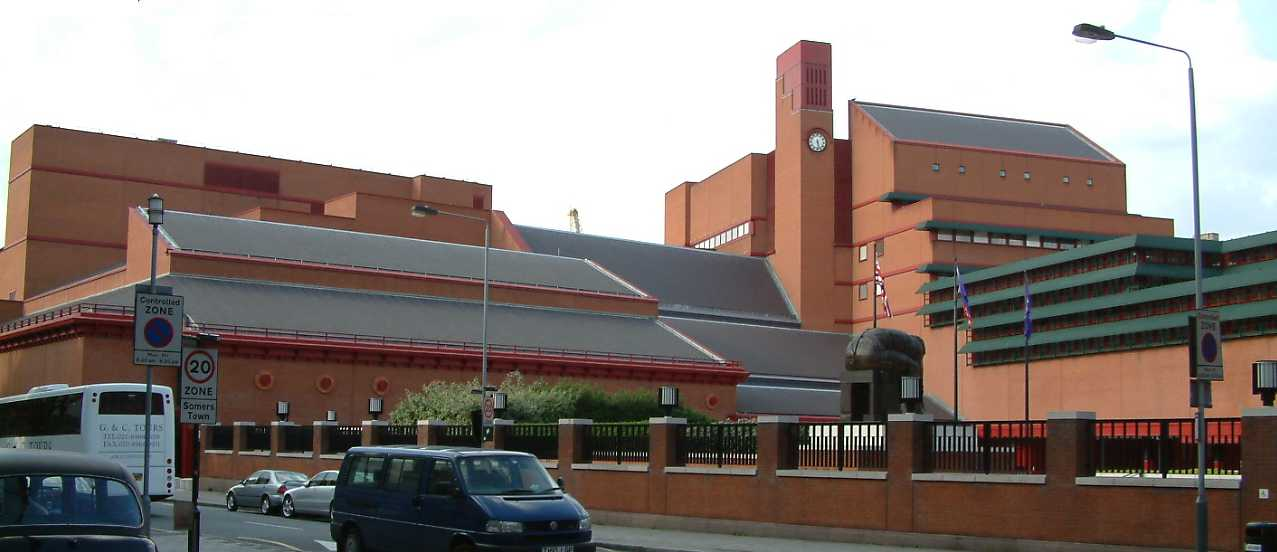
イギリスの国立図書館である大英図書館

国立図書館（こくりつとしょかん）は、国家やそれに準ずる機関により設置、運営される図書館である。対応する英語のナショナル・ライブラリー（National Library）とほぼ同義である。

## 定義
一般的な用法による「国立図書館」は、設置・運営主体の観点から、国が設置・運営主体となる図書館を指すことが多い。この意味では、国が直接運営する場合のほか、国が出資する法人、基金等の機関が運営する図書館を指す場合もある。議会図書館、国立公文書館、官公庁や国立大学などの付属図書館といった、国の機関に付属する図書館や、国の施設に付置する図書館なども、国立図書館の範疇に含むことになる。
これに対して、ユネスコが統計に用いる「国立図書館」という分類は、より厳密に定義される。すなわち、国立図書館（National libraries）とは、ユネスコ総会で採択された「図書館統計の国際的な標準化に関する勧告」の定義によれば、以下の要件を備える図書館を指す。
- 3. 2（a）の定義に該当する図書館を次の通りに分類し及び細分類する。
  - （a）国立図書館 呼称のいかんを問わず、法律又は他の規則により、当該国において発行されたすべての重要な出版物を取得し及び保存し並びに「納本」図書館としての機能を果たす責任を有する図書館。また、この種の図書館は、通常、次のいずれかの機能を有する。
  - 全国出版物目録を作成し、外国の文献（自国に関する図書を含む。）の大量の代表的コレクションを収蔵し及びこれを常時整備し、全国文献情報センターとしての業務を行ない、総合目録を編集し、並びに、過去に遡及して全国出版物目録を刊行する機能を有する。
  - 「国立」と呼称されている図書館であっても、その機能がこの（a）の定義に相当しないものは、「国立図書館」に分類してはならない。

このように、国立図書館は、納本制度によって出版物を網羅的に受け入れ、一国の中で出版された資料の網羅的に収集・保存する機能をもつ図書館であると定義される。さらに国立図書館は、網羅的に収集した資料を利用して、その国で流通する全ての出版物の書誌情報を収めた全国書誌を作成・出版すること、国内の図書館全てをネットワークして全国の書誌・目録情報を編成・提供することなどを主要な機能とする。国立図書館は、資料収集と全国書誌作成の対象とする範囲を一国に限らず、世界各地で出版された自民族による著作、自国言語の著作まで含める場合もあり、この意味での機能は語義通り「国民（nation）の図書館」である。
ユネスコが定義する国立図書館については、その名称や設置形態、行政上の所管などは、国ごとによって様々である。アメリカ合衆国や日本のように議会（米国の議会、日本の国会）の付属図書館が「国立図書館」とされる場合や、イスラエルのように国立ヘブライ大学の図書館が「国立図書館」とされる場合もある。

## 国立図書館の機能
国立図書館の基本的な役割・機能は、ユネスコの定義にあるように、国内で出版・流通した全ての図書館資料となりうる出版物を収集、保存して一国の網羅的な図書館コレクションを構築し、自国の文化遺産としてこれを保存するとともに、利用者の要求に応じて資料の提供を行うことである。この収集のために、国立図書館は法律やそれに準ずる規則などによって定められた納本制度が納本の対象とする納本図書館に指定されている。
ただ、各国の国立図書館は、その設置形態や所管が国ごとに異なるため、その実際の活動内容や主たる設置目的は、国ごとに大きく違いがある。明治時代初期の日本における東京書籍館（のち東京図書館）がそうであったように、図書館事業の未成熟な国では、国立図書館と銘打った図書館の業務が図書館の先進国における一般の公共図書館のそれとほとんど違わない場合もある。

### 書誌の作成と調整
書名、著者、物理的形態など資料の同定識別に用いられる情報を記録したものを書誌、一国の全ての出版物の書誌情報を網羅的に収録した書誌を全国書誌というが、多くの国の国立図書館は、納本制度によって収集された一国の網羅的な図書館コレクションを利用して、全国書誌を編纂、刊行する業務を行う。全国書誌は国立図書館が納本制度によって新たに受け入れた出版物の最新の受け入れ目録を利用して定期的に刊行され、その蓄積によって遡及全国書誌となる。日本の場合、国立国会図書館が編纂し週刊で刊行される『日本全国書誌』がこれにあたる。
全国書誌は、一国における出版物の網羅的書誌として国内外における一国の書誌情報の流通に活用される。国内では、各図書館は国立図書館の作成した全国書誌や、これをデータベース化したものを自館の目録作成に利用することができ、これによって同一の資料の書誌情報作成の手間を省略することができる。さらに、各国の全国書誌を集合してひとつの世界書誌を完成させることが可能となる。
このために国立図書館は自館内で統一された書誌の作成基準を準備するが、国内の他の図書館が国立図書館の作成した全国書誌を利用することを通じて、国内でひとつの書誌基準が共有されるようにする機能も果たす。また、世界書誌の実現には書誌基準の国際的な統一が必要となるが、国際間・国内間の書誌基準の調整も各国の国立図書館が中心となって行われている。

### 国内・国際協力
国立図書館のもうひとつの重要な役割は、一国の図書館事業の中核として、国内外の図書館関連機関をネットワークすることである。
国立図書館はその網羅的コレクションを半永久的に保存することから、国民の身近な公共図書館や大学図書館では入手できない文献を提供する「図書館の図書館」「文献探索の最後のよりどころ」としての役割を果たす。このサービスのためには、図書館からのレファレンスを受け付けたり、他の図書館では所蔵していない資料を貸出、複写により提供するといった図書館協力のネットワークが国内に張り巡らされていることが不可欠である。また、図書館員の教育や研修に関わるなど、国内の図書館に対して人的支援を行う場合もある。
また、国内の図書館間で書誌情報を統一し、ある資料の書誌情報からその資料が国内のどの図書館に所在するかを検索することのできる全国総合目録の作成を行っている国立図書館もある。日本の場合、大学図書館については国立情報学研究所による総合目録ネットワークが広く浸透しているが、国立国会図書館も全国の公立図書館の総合目録ネットワーク事業を推進している。
国際協力では、国の中央図書館として一国の図書館事業の窓口となり、図書館界の国際的機関との協力を行ったり、国外の図書館に対するレファレンスや資料の貸出、複写などのサービスを担う。また、各国の国立図書館の間ではそれぞれが自国の資料をお互いに提供しあう国際交換も盛んに行われている。国際交換で需要が大きいものは一般の商業出版の流通に乗らない官庁出版物であり、日本などいくつかの国では納本制度において官庁出版物は民間出版物よりも多く国立図書館に納本するよう定め、国際交換に活用している。

### ISBN・ISSNナショナル・センター
出版物に関するISOの国際規格として、図書の版ごとに付与される国際標準図書番号（ISBN）、逐次刊行物（雑誌）のシリーズごとに付与される国際標準逐次刊行物番号（ISSN）があり、国ごとにナショナル・センターが設けられて国内の出版社にISBN・ISSNを割り当てる業務を行っている。このISBN・ISSNのナショナル・センターを一国内における出版文化の統括機関である国立図書館が担っている国がある。
日本では、ISBNの割り当ては出版社の団体と日本図書館協会によって設立された日本出版インフラセンターに所属する日本図書コード管理センターによって行われるが、ISSN日本センターの業務は国立国会図書館が行っている。